# The Artful Escape
The Artful Escape (anciennement connu sous le nom de The Artful Escape of Francis Vendetti) est un jeu vidéo de plate-forme développé par Beethoven & Dinosaur, qui sera édité par Annapurna Interactive pour Microsoft Windows, Xbox One et iOS. Le titre est sorti en 2021.

## Trame
Le jeu est centré sur le personnage de Francis Vendetti, le neveu d'une légende de la musique folk décédée, Johnson Vendetti. Bien qu'il s'agit d'un musicien comme son oncle, Francis se débat sous l'influence de sa relation généalogique avec son oncle sur sa propre carrière. Avant son premier concert public, il se lance dans un voyage non seulement géographiquement pour s'éloigner de Londres, mais aussi pour se créer une nouvelle identité afin de se démarquer complètement de son oncle,.

## Système de jeu
The Artful Escape est un jeu de plateforme dans lequel le joueur contrôle Francis à travers un paysage imprégné de musique. En plus de courir et de sauter, Francis possède une guitare qu'il peut jouer pour créer divers effets, comme créer des plates-formes ou affronter des boss. Durant le jeu, le joueur rencontrera des créatures qu'il pourra étudier pour obtenir un échantillon sonore qu'il pourra utiliser avec d'autres qu'il aura collecté pour créer sa propre bande son pour le jeu.

## Développement
The Artful Escape a été conçu par Johnny "Galvatron", l'un des membres fondateurs et guitariste principal du groupe The Galvatrons . Avant de former le groupe, Galvatron avait étudié le cinéma et l'animation par ordinateur à l'université de Melbourne, en Australie, mais a ensuite formé The Galvatrons et a conclu un contrat d'enregistrement avec Warner Bros. peu après l'obtention de son diplôme. Pendant près de dix ans qu'il a passé avec le groupe, il a également continué à s'intéresser aux jeux vidéo, a soumis des articles pour diverses publications et a créé des petits jeux basés sur la musique du groupe lors de leurs tournées en Australie et au Royaume-Uni. Galvatron s'est lassé des longues tournées et a été davantage entraîné dans les objectifs artistiques. Le groupe a finalement fait une pause, ce qui a permis à Galvatron de poursuivre d'autres efforts créatifs, notamment l'écriture d'un livre, la création d'un court métrage et finalement le développement de jeux.
The Artful Escape, tel que décrit par Galvatron, est une histoire dans la veine de "David Bowie partant de Londres pour un voyage interstellaire pour créer Ziggy Stardust". En plus de Bowie, Galvatron a cité des œuvres de Stanley Kubrick, Wes Anderson et Steven Spielberg pour aider à établir le style artistique qu'il a utilisé pour le jeu, ainsi que pour utiliser ses propres expériences de la tournée musicale et de l'industrie de la musique. Certaines des conceptions de personnages et de mondes sont basées sur des dessins que Galvatron a faits dans ses manuels scolaires quand il était plus jeune. Johnson Vendetti est basé sur la légende de la musique folk Bob Dylan, selon Galvatron.
Galvatron a formé Beethoven & Dinosaur, un studio australien, pour développer le jeu. Le studio comprend le compositeur Josh Abrahams et les programmeurs Justin Blackwell et Sean Slevin. Le studio a reçu 17000 $ d'une subvention Unreal Dev d'Epic Games pour The Artful Escape of Francis Vendetti en juin 2015 pour les aider à développer le jeu sur le moteur de jeu Unreal Engine 4. Le studio a ensuite obtenu l'approbation du programme Steam Greenlight pour la publication sur la plate-forme Steam le mois suivant. Le studio a lancé un financement Kickstarter en mars 2016 pour obtenir environ 35 000 $ de fonds supplémentaires pour terminer la version Microsoft Windows et OS X du jeu. Cependant, le financement n'a pas réussi à lever des fonds suffisants, mais le studio a pu conclure un accord de publication avec Annapurna Interactive pour poursuivre le développement du jeu et permettre le développement de versions de console sur PlayStation 4 et Xbox One.
Le jeu, toujours sous le nom The Artful Escape of Francis Vendetti, a été présenté pour la première fois sous une forme jouable à PAX East en mars 2017. Le jeu a fait l'objet d'une plus grande révélation lors de l'Electronic Entertainment Expo 2017 en juin en tant que titre présenté lors de la conférence de presse de Microsoft, où il a été révélé que le jeu aurait une sortie exclusive sur la console Xbox One. Lors de l'événement Xbox London de Microsoft en novembre 2019, le jeu a été confirmé pour une date de sortie 2020 sur Xbox One, Microsoft Windows et pour les appareils iOS via Apple Arcade.
Beethoven & Dinosaur ont reçu une subvention aux petites entreprises de la ville de Melbourne en 2017.